# Ángel malo (telenovela chilena)
Ángel malo es una telenovela dramática chilena escrita y adaptada por Jorge Díaz Saenger, producida por Ricardo Larenas, dirigida por Óscar Rodríguez, bajo el núcleo de Ricardo Miranda. Fue transmitida por Canal 13 desde el 11 de marzo hasta el 1 de agosto de 1986.  
Es protagonizada por Carolina Arregui y Bastián Bodenhöfer, con las actuaciones de Claudia Di Girolamo, Cristián Campos, Rebeca Ghigliotto, Alejandro Castillo y Gloria Münchmeyer.
La telenovela es el tercer gran éxito de Canal 13 tras La madrastra de 1981 y Los títeres de 1984. Su final no era lo que se esperaba, lo que, al igual que La madrastra, causó gran conmoción al público en general.

## Argumento
Nice Oyarzo (Carolina Arregui) es una niñera que intenta dejar atrás una infancia desgraciada y la pobreza material que la ha acompañado, intentando una relación sentimental muy difícil, y posee un desmedido interés por escalar socialmente y tener dinero.
Propietarios de varias empresas exitosas, los Álvarez son una familia que habita una lujosa mansión en la comuna de Las Condes, Hasta ese lugar llega a vivir y trabajar Nice, quien intenta dejar atrás la pobreza en la que vive, y para tal efecto aprovecha la desilusión sentimental de uno de los hijos, Roberto (Bastián Bodenhöfer), al que enamora y quien le corresponde: él se encuentra interesado al sentirse traicionado por su novia Paula (Rebeca Ghigliotto) y su hermano menor, Ricardo (Cristián Campos). 
En la gran mansión, vive también Edmundo Álvarez (Domingo Tessier), el padre viudo, y Estela Álvarez (Gloria Münchmeyer), hermana mayor de Roberto y Ricardo. Estela está casada con Amadeo Rivera (Alejandro Castillo), quienes son padres del pequeño Ignacio, a quien cuidará Nice. La pareja pelea constantemente debido a los celos de Stela y a un secreto que él oculta: sus orígenes extremadamente modestos y sus intentos por ayudar económicamente a su mamá Carmen (María Cánepa) y su hermana Teresa (Maricarmen Arrigorriaga). En la casa también vive la abuela Carolina (Cora Díaz), madre de Edmundo.

Paralelamente se desarrolla la historia de otras dos familias, muy vinculadas a los Álvarez. Una de ellas es la que integra Teo Lozano (Armando Fenoglio), administrador de las empresas Álvarez, junto a su esposa Marilú Alemparte (Nelly Meruane) y a su hija Lía (Claudia Di Girólamo), quien ha estado siempre enamorada de Roberto y su madre sólo busca que ellos se casen. La otra familia, es la conformada por Raúl Bravo (Juan Carlos Bistoto) y Odette (Alicia Quiroga) y la hija de ambos, Paula. Su padre, un empresario de alto nivel, quien por su crítica situación financiera, decide tenderle una trampa a los Álvarez. Mediante el juego de póker, intentará apoderarse del dinero de los hermanos y así arreglará sus problemas. 
El plan incluirá también, el matrimonio de Paula con uno de los hermanos Álvarez, lo que asegurará el traspaso de dinero a sus empresas.
A través del chofer Agustín Oyarzo (Jorge Yáñez) y su familia, la trama de Ángel malo permite descubrir el mundo popular y sus problemas. De tal forma destaca Alzira (Gabriela Medina), esposa de Agustín y madre de Nice, junto a sus hijos Luis (Claudio Arredondo) y Toñita (Marcela Medel), con quienes se relacionan otros personajes que aparecen en la historia.

## Reparto
- Carolina Arregui como Berenice "Nice" Oyarzo[1]
- Bastián Bodenhöfer como Roberto Álvarez[1]
- Claudia Di Girolamo como Lía Lozano[1]
- Cristián Campos como Ricardo Álvarez[1]
- Rebeca Ghigliotto como Paula Bravo[1]
- Domingo Tessier como Edmundo Álvarez
- Gloria Münchmeyer como Estela Álvarez
- Alejandro Castillo como Amadeo Riviera
- Maricarmen Arrigorriaga como Teresa Riviera
- Armando Fenoglio como Teo Lozano
- Nelly Meruane como Marilú Alemparte
- Jorge Yáñez como Agustín Oyarzo
- Gabriela Medina como Alzira Sánchez
- Juan Carlos Bistoto como Raúl Bravo
- Alicia Quiroga como Odette Sánchez
- María Cánepa como Carmen Gloria Riviera
- Cora Díaz como Carolina Álvarez
- Claudio Arredondo como Luis Oyarzo
- Marcela Medel como Toñita Oyarzo
- Samuel Villarroel como Julio Riviera
- Tatiana Molina como Flavia Riviera
- Exequiel Lavandero como Fernando Loyola
- Silvana Rossi como Elisa
- Patricia Irribarra como Herminia Loyola
- Mariel Bravo como Delfina
- Regildo Castro como Tobías
- José Manuel Covarrubias como Goyo

## Banda sonora
Lado A
- Andrea Labarca - Te Necesito
- Luis Miguel - Palabra de honor
- Miguel Bosé - Amante bandido
- Miguelo - Filo contigo
- Juan Antonio Labra - Me enamoré de una soprano
- Soda Stereo - Cuando pase el temblor
- Pandora - Cómo te va mi amor

Lado B
- Luis Miguel - Este amor
- Modern Talking - Cheri, Cheri Lady
- Heart - Never
- Phil Collins - Separate Lives
- Paul Young - Everytime You Go Away
- George Michael - Careless Whisper
- Sandra - Maria Magdalena

## Créditos
- Original de: Cassiano Gabus Mendes
- Dirección de contenidos: Ricardo Miranda
- Guion: Jorge Díaz Saenger
- Dirección de telenovela: Óscar Rodríguez Gingins
- Producción de telenovela: Ricardo Larenas
- Coordinación: Alfonso Soler
- Segunda Unidad y Edición: Eduardo Pinto
- Asistente de dirección: Juan Pablo Fresno
- Asistente de producción: Verónica Ceruti
- Periodistas: Jorge Modinger, Ángela Suárez y María José Barraza
- Productores Periodísticos: Flor Hechavarría, Elena Latorre, Alejandra Isabel, Sara Garibay y Eduardo Fuentes
- Productores Comerciales:  Marcial Pavez, Iván Rojas y Eduardo Sepúlveda
- Escenografía: Ricardo Moreno
- Voz Comercial: Juan Manuel Ramírez y Marcelo González Godoy
- Ambientación: Pía Rey
- Iluminación: Jaime Soto y Jorge Guerrero
- Asistentes: Susy Prego Baldor, Isora Cedeno y Elsa Arévalo
- Coordinador de Edición: Roland Mills
- Audio: Julio Cornejo
- Cámaras: Roberto Lühr, Julio Talento, Fernando Soler, Ernesto Riquelme, Óscar Toledo y Carlos Brieba
- Unidad portátil: José A. Bustamante, Víctor Parra y Juan Carlos Núñez
- Audio 2.ª unidad: Roberto Herzberg y Sergio González
- Iluminación 2.ª unidad: Héctor Díaz, Ricardo de la Fuente y Guido Muñoz
- Video: Douglas Ardiles
- VTR-edición: Juan Carlos Ruíz y Rafael González
- Gráfica: Hugo Meza y Gerardo Segovia
- Videotape: Ricardo Montoya
- Cámaras Exteriores: Pablo González, Ramiro Becerra y Javier Molina
- Realización de escenografía: Demetrio
- Pintura Artística: Juan Lafuente
- Cineanimación: Carlos González
- Fotomecánica: Luciano Martínez
- Utilería: Ana María Diez, Heriberto Miranda y Froilán Salas
- Vestuario: Vaureen Lewis
- Tramoya: Gladys Tapia y Julia Serrano
- Maquillaje: France François y Betty Montalvo
- Peinados: Patricio Araya y Sara Muñoz
- Arte: Jorge Gárate y Rolando Valdés
- Musicalización: Francisco Ponce
- Música y arreglos: Jaime Hamame
- Dirección Orquestal: Eduardo Soto
- Tema central: "Te necesito"
- Intérprete: Andrea Labarca

## Datos extras
- El nombre Ángel malo proviene del personaje protagónico, ya que Nice era una chica que, por lograr su éxito, hacía planes macabros y maldades que afectaban a otros, en pocas palabras Malo, pero sin darse cuenta, como si fuera un Ángel.
- El nombre de la protagonista es "Berenice". En el primer episodio su padre se refiere a ella con su nombre en vez de su sobrenombre "Nice".
- Según un diario de la época, se estimó que cerca de 3 millones de personas vieron el episodio final.[cita requerida]
- El final provocó gran impacto en la sociedad chilena, los dueños y personas más importantes del canal, llamaron al guionista exigiendo una explicación por la muerte, y lo regañaban por dejar llorando a sus hijos. También muchos famosos y público en general sucumbió a las lágrimas por la muerte de Nice.
- Jorge Díaz contó al diario La Tercera, en julio de 1999, que, al enterarse de que se iba a hacer el verdadero final de la historia, "un grupo de sacerdotes llegó hasta Canal 13, para decidir que la niñera debía morir, puesto que había pasado toda su vida en el pecado". Esta presión de la Iglesia de Santiago, explica en gran medida, el que se optara por el trágico desenlace de Nice.
- Teleserie retransmitida en dos oportunidades: entre el 14 de enero y el 28 de marzo de 1991 (lunes a viernes a las 18:00), y entre el 18 de abril y el 13 de septiembre de 1994 (lunes a viernes a las 13:00). Estas repeticiones se explican en gran medida porque en 1986, Canal 13 no llegaba a todo Chile. En el norte del país, la telenovela se veía con una semana de desfase, por convenio de programación con Telenorte. Lo mismo en La Serena y Coquimbo donde la telenovela se veía también con una semana de desfase a través de Canal 8 UCV Televisión por el convenio de programación que tenía esta emisora también con Canal 13. Y para la repetición de 1991, el canal aun no llegaba a Punta Arenas, lo cual se concretó en mayo de ese año.
- Los actores Gabriela Medina y Claudio Arredondo, madre e hijo en la vida real, lo fueron también en la teleserie.
- Esta teleserie supuso el primer gran éxito para Carolina Arregui quien por primera vez obtenía un papel protagónico luego de pequeñas incursiones en otras teleseries. La actriz fue ovacionada por la crítica siendo hasta hoy recordada como Nice.  De ahí en adelante se convertiría en la reina de las telenovelas de Canal 13.
- En 2023, el canal de televisión por suscripción REC TV decide retransmitir la telenovela en formato de audio remasterizado y digitalizado.
- En el año 2018 en la teleserie de época Perdona nuestros pecados (telenovela chilena) se hace una cita a una escena en la que el personaje de Bárbara está a punto de morir y se despide de Mercedes. Dicha cita es del final en el que el personaje de Nice se despide de Roberto

## Versiones
- Anjo Mau (1976), una producción de Rede Globo, fue protagonizada por Susana Vieira y José Wilker.
- Anjo Mau (1997), una producción de Rede Globo, fue protagonizada por Glória Pires y Kadu Moliterno.